# 한과

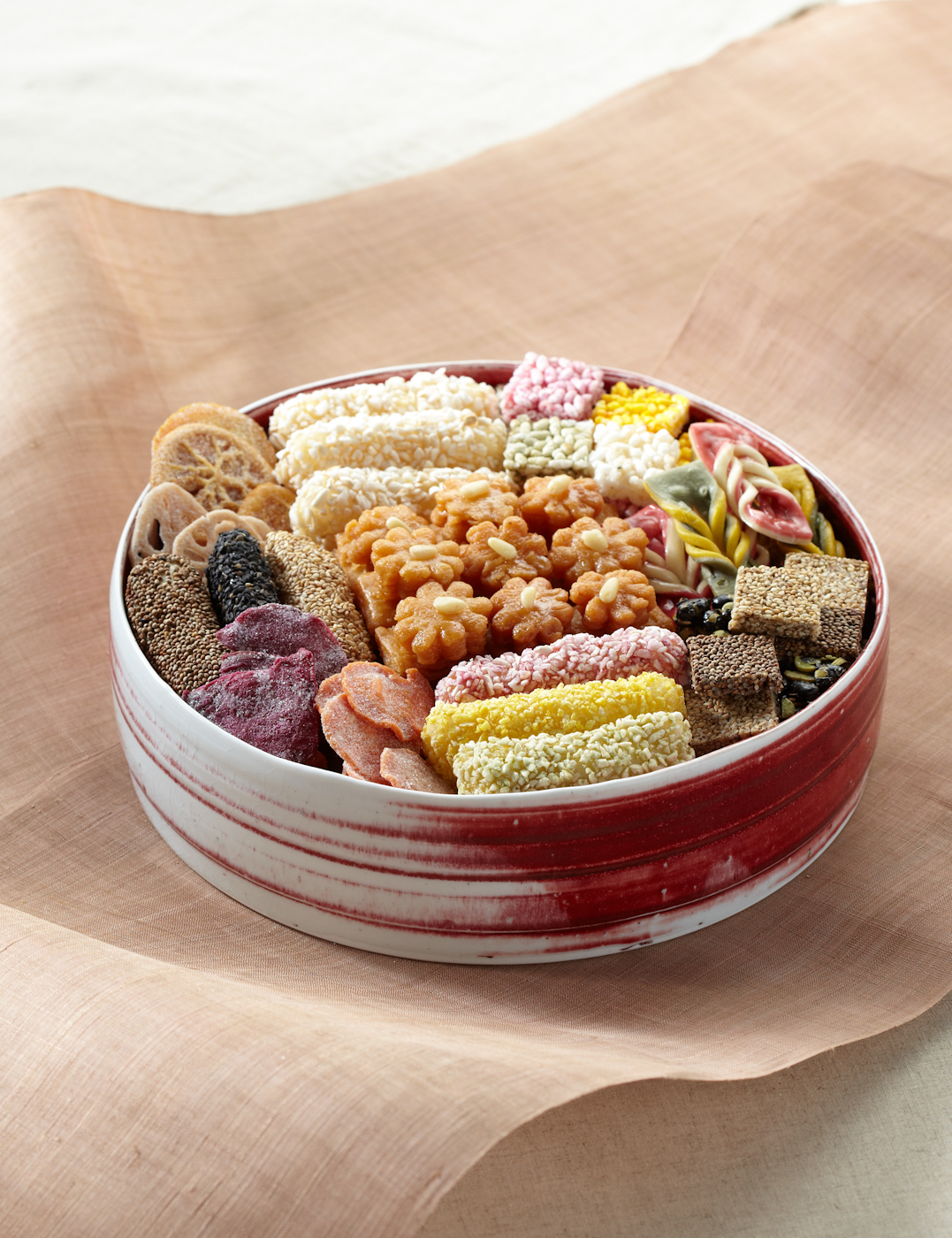
여러 가지 한과

한과(韓菓)는 한국의 전통 과자를 두루 일컫는 말이다. 조과(造果)라고도 하며, 과정류(果飣類)로도 부른다. 주로 곡물가루나, 과일, 식용 가능한 뿌리나 잎에 꿀, 엿, 설탕 등으로 달콤하게 만들어 후식이나 간식으로 먹는다.
유과의 일종도 한과(漢菓)라 부르는데, 원래는 이쪽이 맞는 말이다. 서울의 예전 말이 한양(漢陽), 한강의 한자가 漢江 인 것과 마찬가지다. 한과를 韓菓라 쓰기 시작한 건 비교적 최근의 일이다.
경상남도 의령군 칠곡면의 대표적인 특산물이다. 의령 한과는 칠곡면 자굴산자락에서 만들어진다. 자굴산 기슭의 맑고 깨끗한 물과 공기 땅에서오염되지 않은 땅에서 재배한 농산물과 조청이 함께 어우러져 만들어지는 것이다.

## 종류
- 과편: 과일과 녹말, 설탕 등으로 만드는 과자다. 한데 과자처럼 만드는데 이때 설탕과 녹말 따위가 액체처럼 부드러운 형질을 띤다. 과일로는 살구나 모과, 오미자 등을 쓴다. 대개는 질감이 부드럽고 단 맛을 낸다. 사과나 배, 복숭아는 열을 가하면 색감이 좋지 못하고 과편에 적합치 못해서 쓰지 않는다. 녹말은 과편을 만들 때 과일과 다른 재료를 붙이는 자연 접착제 같은 기능을 한다.
- 다식: 여러 가지 모양 무늬로 찍어서 만든 것이며 녹차랑 곁들여서 먹는 한국 전통 과자이다.
- 당류
  - 엿
- 엿강정
- 유과: 찹쌀가루를 반죽하여 기름에 튀긴 후 고물을 묻힌 과자이다. 찹쌀가루를 반죽할 때에는 꿀과 술을 넣는다. 반죽한 다음에 끈기가 생길 때까지 쳐서 갸름하게 썰어 말린 후 기름에 튀긴다. 깨, 잣가루, 콩가루 같은 고물을 묻혀 먹는다.
  - 강정
- 유밀과
  - 만두과
  - 타래과
  - 약과
- 숙실과: 과일, 생강, 또는 잣이나 밤 등을 물에 넣고 끓인 후, 재료로 사용한 과일 모양이나, 다른 모양으로 빚어서 만든 과자이다.
  - 율란
- 정과
- 기타
  - 곶감쌈
  - 꿀타래
  - 약식

## 같이 보기
- 한국 요리
- 떡
- 식혜
- 수정과
- 과자
- 과편
- 유과